# Cyrtodactylus quadrivirgatus
Il Cyrtodactylus quadrivirgatus Taylor, 1962 è una specie di geco che vive nella penisola di Malacca.

## Etimologia
Il suo nome significa Cyrtodactylus con quattro strisce, e deriva dalla presenza di quattro strisce scure sul dorso. Le quattro strisce si presentano talora continue, talora interrotte, tanto che tra i nomi volgari in inglese viene chiamato sia Four-striped Forest Gecko che Marbled Bent-toed Gecko (rispettivamente, geco di foresta a quattro strisce e geco dalle dita arcuate marmorizzato). Lo IUCN utilizza invece, accanto al nome scientifico, il nome volgare inglese Taylor's Bow-fingered Gecko (letteralmente, geco dalle dita arcuate di Taylor), dal nome dell'erpetologo che per primo lo ha descritto, Edward Harrison Taylor.

## Descrizione
Il Cyrtodactylus quadrivirgatus è un geco di medie dimensioni. Come si evince dal nome, ha quattro strisce scure sul dorso, che possono essere continue o discontinue.
Si caratterizza per il dorso del corpo marrone chiaro, crema pallido o grigio pallido, con quattro strisce dorsali di colore marrone scuro, che possono essere continue o separate in macchie irregolari. La coda ha bande scure e chiare che si alternano, pressoché dello stesso spessore.
Come tutti i gechi del genere Cyrtodactylus, ha dita sottili; le dita delle zampe anteriori e posteriori sono adatte a fare presa sulla corteccia fessurata degli alberi o su altre superfici ruvide. Gli occhi, di colore marrone rossastro, hanno pupille verticali.
Assomiglia molto al Cyrtodactylus pseudoquadrivirgatus, che si differenzia da C. quadrivirgatus per una maggiore lunghezza muso-cloaca e per l'assenza di scaglie femorali allargate.

## Biologia

### Comportamento
Si tratta di una specie notturna. La si trova di solito su foglie e rami di piccoli alberi o arbusti, più raramente sulle rocce o sui tronchi.

### Riproduzione
Il Cyrtodactylus quadrivirgatus è una specie ovipara.

## Distribuzione e habitat
La specie vive tra Thailandia, Malaysia e Singapore. È stato rinvenuto anche su alcune isole e arcipelaghi malesi, come Langkawi, Penang, Perhentian e l'arcipelago di Seribuat. Dubbi invece sono considerati i ritrovamenti a Sumatra, Siberut e nel Borneo.
Il suo habitat è la foresta primaria e secondaria, da 0 a 1400 m s.l.m..

## Conservazione
Poiché la specie è relativamente comune ed è stata rinvenuta in aree protette, la specie è considerata a rischio minimo.